# مارک گاینون
مارک گاینون (به فرانسوی: Marc Gagnon) ورزشکار مرد رشتهٔ اسکیت سرعتی مسیر کوتاه اهل کشور کانادا است. وی در بین سال‌های ‎۱۹۹۴ تا ۲۰۰۲ میلادی در مسابقات بازی‌های المپیک زمستانی در مجموع ۵ مدال، شامل ۳ مدال طلا و ۲ برنز را کسب کرد.